# Astor de aur pentru cel mai bun film
Astor de aur pentru cel mai bun film este principalul premiu acordat de Festivalul Internațional de Film de la Mar del Plata. I s-a atribuit acest nume din 2004.
Festivalul nu a avut loc din 1967 până în 1969, în urma juntei militare din Argentina din 1966 și a organizării unui festival de film la Rio de Janeiro, Brazilia. A fost reluat în 1970, dar a suferit o nouă și lungă întrerupere până în 1996.

## Câștigători

### Anii 1959-1970
- 1959 Fragii sălbatici (Smultronstället), regia Ingmar Bergman  ·   Suedia
- 1960 Podul (Die Brücke), regia Bernhard Wicki  ·   Austria
- 1961 Sabato sera, domenica mattina (Saturday Night and Sunday Morning), regia Karel Reisz  ·   Regatul Unit
- 1962 I giorni contati, regia Elio Petri  ·   Italia
- 1963 Țara îngerilor (Angyalok földje), regia Gyorgy Révész  ·   Ungaria
- 1964 Tovarășii (I compagni), regia Mario Monicelli  ·   Italia
- 1965 Gli indifferenti, regia Francesco Maselli  ·   Italia
- 1966 At' zije Republika, regia Karel Kachyňa  ·   Cehoslovacia
- 1967 nealocat
- 1968 Bonnie și Clyde (Bonnie and Clyde), regia Arthur Penn  ·   Statele Unite ale Americii
- 1969 nealocat
- 1970 Macunaíma, regia Joaquim Pedro de Andrade  ·   Brazilia

### Anii 1996-1999
- 1996 Il cane dell'ortolano (El perro del hortelano), regia Pilar Miró ·   Spania
- 1997 Lezioni di tango (The Tango Lesson), regia Sally Potter ·   Regatul Unit
- 1998 Abr-O Aftaab, regia Mahmoud Kalari ·   Iran
- 1999 Lo sposalizio di Dio (As bodas de Deus), regia João César Monteiro  ·   Portugalia

### Anii 2000-2009
- 2000 nealocat
- 2001 To ja, Zlodziej, regia Jacek Bromski  ·   Polonia
- 2002 Bolívar, soy yo, regia Jorge Alí Triana  ·   Columbia
- 2003 Separaçoes, regia Domingos de Oliveira  ·   Brazilia
- 2004 Buena Vida (Buena Vida - Delivery), regia Leonardo Di Cesare ·   Argentina
- 2005 Viaggio alla Mecca - Le grand voyage (Le grand voyage), regia Ismaël Ferroukhi ·   Franța /  Maroc
- 2006 Noticias lejanas, regia Ricardo Benet  ·   Mexic
- 2007 Ficció, regia Cesc Gay  ·   Spania
- 2008 Aruitemo aruitemo, regia Hirokazu Kore-eda ·   Japonia
- 2009 Cinco días sin Nora, regia Mariana Chenillo ·   Mexic

### Anii 2010-2019
- 2010 Essential Killing, regia Jerzy Skolimowski ·   Polonia
- 2011 Aprire porte e finestre (Abrir puertas y ventanas), regia Milagros Mumenthaler  ·   Argentina
- 2012 După dealuri, regia Cristian Mungiu  ·   România
- 2013 La gabbia dorata (La jaula de oro), regia Diego Quemada-Diez  ·   Mexic
- 2014 Were Dengê Min, regia Huseyin Karabey  ·   Turcia
- 2015 Îmbrățișarea șarpelui (El abrazo de la serpiente), regia Ciro Guerra ·   Columbia
- 2016 Anashim Shehem Lo Ani, regia Hadas Ben Aroya ·   Israel
- 2017 Wajib - Invito al matrimonio (Wajib), regia Annemarie Jacir ·   Autoritatea Națională Palestiniană
- 2018 Entre dos aguas, regia Isaki Lacuesta
- 2019 O que arde, regia Oliver Laxe